# Рубцов, Николай Михайлович
Никола́й Миха́йлович Рубцо́в (3 января 1936, Емецк, Холмогорский район, Северный край — 19 января 1971, Вологда) — русский советский поэт. Один из ярких представителей тихой лирики.

## Биография
Николай Рубцов родился 3 января 1936 года в селе Емецк Емецкого района Северного края.
В 1937 году переехал вместе со своей большой семьёй в Няндому.
В 1939—1940 годах отец Рубцова Михаил Андрианович работал начальником Няндомского горпо.
В январе 1941 года Михаил Рубцов выбыл из Няндомы в Вологодский горком партии. В Вологде Рубцовых застала война.
Летом 1942 года умерли мать и младшая сестра Рубцова, отец был на фронте, и детей распределили в интернаты. Тем же летом 6-летний Николай написал своё первое стихотворение.
Николай и его брат вначале попали в Красовский детский дом, а с октября 1943 года и до июня 1950 года Николай жил и учился в детском доме в селе Никольском Тотемского района Вологодской области, где он окончил семь классов школы (сейчас в этом здании находится Дом-музей Н. М. Рубцова). В этом же селе впоследствии родилась его дочь Елена в фактическом браке с Генриеттой Михайловной Меньшиковой.
В автобиографии, написанной при поступлении в тралфлот в 1952 году, Рубцов писал, что отец ушёл на фронт и погиб в 1941 году. Но на самом деле Михаил Андрианович Рубцов (1899—1962) выжил, после ранения в 1944 году вернулся в Вологду и в том же году женился вторично, жил в Вологде. Из-за утери документов в Красовском детдоме он не смог найти Николая и встретился с ним только в 1955 году.
С 1950 года по 1952 год Рубцов учился в Тотемском лесотехническом техникуме.
С 1952 года по 1953 год работал кочегаром в архангельском траловом флоте треста «Севрыба», с августа 1953 года по январь 1955 года учился на маркшейдерском отделении в горно-химическом техникуме Минхимпрома в Кировске Мурманской области. В январе 1955 не сдал зимнюю сессию и был отчислен из техникума.
В начале 1955 года девятнадцатилетний Рубцов устроился слесарем-сборщиком в Приютине.
С марта 1955 года Рубцов был разнорабочим на опытном военном полигоне.
В октябре 1955 года Рубцов был призван в армию, после учебного подразделения проходил срочную службу дальномерщиком на эсминце «Острый» Северного флота (в звании матроса и старшего матроса) с 1955 по 1959 год. Вступил в ряды ВЛКСМ. В 1957 году во время отпуска с эсминца жил в Приютине, где написал стихотворения «О собаках» и «Морские выходки». 1 мая 1957 года состоялась его первая газетная публикация (стихотворение «Май пришёл») в газете «На страже Заполярья».
В 1958 году его стихи были опубликованы в коллективном сборнике «На страже Родины любимой», а в феврале следующего года — в первом номере флотского альманаха «Полярное сияние». Отслужив четыре года, Рубцов демобилизовался в октябре 1959 года.
После демобилизации жил в Ленинграде, работая попеременно слесарем, кочегаром и шихтовщиком на Кировском заводе.
Рубцов начал заниматься в литобъединении «Нарвская застава», познакомился с молодыми ленинградскими поэтами Глебом Горбовским, Константином Кузьминским, Эдуардом Шнейдерманом. Был особенно близок с Горбовским: «Когда Николай вдруг узнал, что я — недоучка и в какой-то мере скиталец, бродяга, то проникся ко мне искренним уважением. Не из солидарности неуча к неучу… а из солидарности неприкаянных, причём неприкаянных сызмальства…».
В 1962 году Николай Рубцов получил диплом о среднем образовании, после сдачи программы за 10-й класс: в интернате он окончил только семилетнюю школу. В июле 1962 года с помощью Бориса Тайгина выпустил свой первый машинописный сборник «Волны и скалы».
В августе 1962 года Рубцов поступил в Литературный институт им. М. Горького в Москве, попал на курс к писателю Николаю Сидоренко, ректору института. Во время учёбы Рубцов познакомился с Владимиром Соколовым, Станиславом Куняевым, Вадимом Кожиновым и другими литераторами, чьё дружеское участие не раз помогало ему и в творчестве, и в делах по изданию стихов. С пребыванием в институте вскоре возникли проблемы, однако поэт продолжает писать, и в середине 1960-х у него вышли первые сборники.
«Октябрь» стал первым журналом, где в 1964 году была опубликована первая в Москве подборка стихотворений Николая Рубцова.
В 1966 году журнал «Юность» опубликовал в шестом номере, наряду с такими поэтами, как Белла Ахмадулина, Олег Чухонцев, Рыгор Бородулин, подборку его стихов: «Русский огонёк»; «В горнице»; «А, между прочим, осень на дворе…».
В 1969 году Рубцов окончил Литературный институт и был принят в штат газеты «Вологодский комсомолец».
В 1968 году литературные заслуги Рубцова получили официальное признание, и ему в Вологде была выделена однокомнатная квартира № 66 на пятом этаже в пятиэтажном доме № 3 на улице, названной именем другого вологодского поэта — Александра Яшина.
Писатель Фёдор Абрамов называл Рубцова «блистательной надеждой русской поэзии».

### Смерть
Николай Рубцов погиб в ночь на 19 января 1971 года, на 36-м году жизни, в своей квартире, в результате бытовой ссоры с начинающей поэтессой Людмилой Дербиной (Грановской; род. 1938), на которой собирался жениться (8 января они подали документы в ЗАГС). Судебным следствием установлено, что смерть имела насильственный характер, наступила в результате удушения — механической асфиксии от сдавливания органов шеи руками. Л. Дербина в своих воспоминаниях и интервью, описывая роковой момент, утверждает, что произошёл инфаркт — «сердце просто у него не выдержало, когда мы сцепились». Она была признана виновной в убийстве поэта, осуждена на 8 лет, досрочно освобождена почти через 6 лет, по состоянию на 2013 год жила в Вельске, виновной в преступлении себя не считала и надеялась на посмертную реабилитацию. Публицист и заместитель главного редактора газеты «Завтра» Владимир Бондаренко, указывая в 2000 году, что смерть Рубцова так или иначе наступила в результате действий Дербиной, назвал её мемуары «бессмысленными и суетными попытками оправдания».
Биографы упоминают о стихотворении Рубцова «Я умру в крещенские морозы» как о предсказании даты собственной смерти. Стоит заметить, мороза не случилось — в Вологде в тот день температура была близкой к 0 °C.
В Вологодском музее Николая Рубцова хранится завещание поэта, найденное после смерти: «Похороните меня там, где похоронен Батюшков» (поэт XIX века был похоронен на кладбище Спасо-Прилуцкого монастыря, сильно повреждённом в советское время).
Николай Рубцов был похоронен в Вологде на Пошехонском кладбище.

## Творчество
Я переписывать не стану

Из книги Тютчева и Фета,

Я даже слушать перестану

Того же Тютчева и Фета.

И я придумывать не стану

Себя особого, Рубцова,

За это верить перестану

В того же самого Рубцова,

Но я у Тютчева и Фета

Проверю искреннее слово,

Чтоб книгу Тютчева и Фета

Продолжить книгою Рубцова!..
Вологодская «малая родина» и Русский Север дали Рубцову главную тему будущего творчества — «старинную русскую самобытность», которая стала центром его жизни, «землёй священной!», где он чувствовал себя «и живым, и смертным» (см. Борисово-Судское).
Его первый сборник, «Волны и скалы», появился в 1962 году в самиздате, вторая книга стихов «Лирика» вышла в 1965 в Архангельске уже официально. Затем были изданы поэтические сборники «Звезда полей» (1967), «Душа хранит» (1969), «Сосен шум» (1970). Готовившиеся к печати «Зелёные цветы» появились уже после смерти поэта.
После смерти были опубликованы сборники «Последний пароход» (Москва, 1973), «Избранная лирика» (Вологда, 1974), «Подорожники» (Москва, 1975), «Стихотворения» (1977).
Поэзия Рубцова, предельно простая по своей стилистике и тематике, связанной преимущественно с родной Вологодчиной, обладает творческой подлинностью, внутренней масштабностью, тонко разработанной образной структурой. В творчестве Рубцова соединились черты романтической и философской лирики, классические и фольклорные традиции, любовь к прошлой и настоящей России.

## Память
- 27 июня 1991 года в честь Н. М. Рубцова назван астероид 4286 Rubtsov, открытый в 1988 году советским астрономом Л. И. Черных[20].
- В селе Никольском с 1996 года действует Дом-музей Н. М. Рубцова (в здании бывшего детского дома); именем поэта названа улица, на которой находится музей, а также сельская средняя школа.
- В городе Апатиты Мурманской области 20 января 1996 года на фасаде здания библиотеки-музея, где с 1994 года проводятся Рубцовские чтения в Апатитах, установлена мемориальная доска памяти поэта[21][22].
- В Вологде именем Николая Рубцова названа улица и установлен памятник (1998, скульптор А. М. Шебунин).
- В 1998 году имя поэта присвоено петербургской библиотеке № 5 (Невская ЦБС) (Адрес 193232, Санкт-Петербург, Невский район, ул. Шотмана, д. 7, корп. 1). В библиотеке им. Николая Рубцова действует литературный музей «Николай Рубцов: стихи и судьба».
- В Тотьме в 1985 году установлен памятник работы скульптора Вячеслава Клыкова.
- В Кировске на фасаде нового здания Хибинского технического колледжа (в прошлом — Кировский горно-химический техникум, где поэт учился в 1953—1955 годах) 19 января 2000 года установлена мемориальная доска памяти поэта[21][22].
- В 2001 году в Петербурге на здании административно-бытового корпуса Кировского завода установлена мраморная мемориальная доска, со знаменитым кличем поэта: «Россия! Русь! Храни себя, храни!». Памятник Рубцову установлен также на его родине, в Емецке (2004, скульптор Николай Овчинников)[23].
- 3 февраля 2006 года на «Кировском Заводе» (г. Санкт-Петербург) в 420 цехе прошёл Концерт «Привет, Россия, Родина моя», посвященный 70-летию со дня рождения Николая Рубцова[24][25].
- С 2009 года проводится Всероссийский поэтический конкурс им. Николая Рубцова, целью которого является поиск и поддержка молодых начинающих поэтов из числа воспитанников детских домов.
- В Вологде существует музей «Литература. Искусство. Век XX» (филиал Вологодского государственного историко-архитектурного и художественного музея заповедника), посвящённый творчеству Валерия Гаврилина и Николая Рубцова.
- В Емецке: средняя школа им. Рубцова, Емецкий краеведческий музей им. Н. М. Рубцова, установлен памятник Рубцову (скульптор Николай Овчинников).
- 19 января 2010 года на «Кировском Заводе» (г. Санкт-Петербург) в 420 цехе прошёл музыкально-литературный спектакль «Песни русской души», посвященный памяти поэта.
- 1 ноября 2011 года в Доме знаний Череповца открылся литературно-краеведческий Центр Николая Рубцова. В нём воссоздана квартира Галины Рубцовой-Шведовой, сестры поэта, у которой он часто бывал, приезжая в Череповец. В Центре проводятся литературно-музыкальные вечера и ведётся научно-исследовательская работа, связанная с биографией и творчеством Рубцова[26][27].
- 25 января 2013 года в колледже № 20, отделение 5 (Москва) открыт читальный зал имени Н. М. Рубцова с литературной картой «По дорогам Николая Рубцова» и экспозицией некоммерческой организации «Рубцовский творческий союз».
- Рубцовские центры действуют в Москве, Санкт-Петербурге, Саратове, Кирове, Уфе.
- В Дубровке именем поэта названа улица.
- В Мурманске на аллее писателей установлен памятник поэту.
- В Вологде начиная с 1998 года проходит открытый фестиваль поэзии и музыки «Рубцовская осень».
- В Санкт-Петербурге именем поэта названа улица в п. Парголово в районе станции метро «Парнас».
- В 2016 году, к 80-летию выдающегося поэта, Вологодским Союзом писателей-краеведов была учреждена общественная медаль «Николай Рубцов».
- В 2021 году писателем Владимиром Борисенко[бел.] было обнаружено неизвестное ранее письмо к Борису Примерову .

- Память Рубцову
- Бюст Н. М. Рубцова в г. Череповце
- Памятник Н. М. Рубцову в Мурманске
- Памятник Н. М. Рубцову в Емецке

### Прижизненные издания
- Лирика. — Худож. Б. И. Шабаев. — Архангельск: Сев.-Зап. кн. изд-во, 1965. — 40 с.; портр.; библ. справ. — 3 000 экз.
- Звезда полей. — Худож. А. Ф. Бучнев. — М.: Советский писатель, 1967. — 112 с.; с портр. на супер. облож. — 10 000 экз.
- Душа хранит. — Худож. В. С. Иванов. — Архангельск: Сев.-Зап. кн. изд-во, 1969. — 96 с.; портр.; библ. справ. — 10 000 экз.
- Сосен шум. — Худож. А. Е. Федотов. — М.: Советский писатель, 1970. — 88 с.; портр.; ил.; библ. справ. на супер. облож. —— 20 000 экз.
- Зелёные цветы. — Худож. И. Г. Снегур. — М.: Советская Россия, 1971. — 144 с.; портр. — 15 000 экз.

В составе журналов, сборников и антологий
Выборочно
- «Юность». — 1966. — № 6. / Николай Рубцов [стихи]: Русский огонёк; В горнице; «А, между прочим, осень на дворе…» — С. 58—59.
- День поэзии 1969: Альманах. — Под редакцией Вл. Соколова. — М.: Советский писатель, 1969. / Николай Рубцов [стихи]: На ночлеге; «В жарком тумане дня…»; Посвящение другу; Во время грозы; Последняя ночь. — С. 121—122.
- «Юность». — 1971. — № 8. / Николай Рубцов [стихи]: Из восьмистиший; Соловьи; Дорожная элегия // Юность. — 1971. — № 8. — С. 26.

### Книги
Выборочно:
- Последний пароход: Стихи / Вступит. сл. С. Викулов; худож. В. Сергеев. — М.: Современник, 1973. — 144 с. — 10 000 экз.
- Избранная лирика. — Вологда: Сев.-Зап. кн. изд-во. Вологод. отд-ние, 1974. — 148 с. — 10 000 экз.
- Первый снег: Стихи: [Для мл. школьного возраста]. — Вологда: Сев.-Зап. кн. изд-во. Вологод. отд-ние, 1975. — 16 с.
- Подорожники: Стихи / [Сост. и авт. предисл. В. Коротаев]; Худож. В. Сергеев. — М.: Молодая гвардия, 1976. — 304 с. — 100 000 экз.
- Первый снег. — Барнаул, 1977.
- Стихотворения. 1953—1971. — М.: Советская Россия, 1977. — 240 с. — 100 000 экз.
- Избранная лирика. Издание второе, исправленное / Сост. и авт. послесл. В. Оботуров // Гравюры на дереве Г. и Н. Бурмагиных. — Архангельск: Северо-Западное книжное издательство, 1977. — 160 с. — 50 000 экз.
- Стихотворения. — М.: Детская литература, 1978.
- Всей моей любовью и тоской: Лирика / [Состав. и авт. послеслов. Л. В. Урушева.] — Архангельск, 1978. — 79 c. — 100 000 экз. — (Поэты севера. Книжная полка подростка).
- Зелёные цветы. — Барнаул, 1978.
- Ласточка. — Кемерово, 1978.
- Избранное. — М.: Художественная литература, 1982.
- Про зайца: Стихи / [Рис. А. Демыкина]. — М.: Детская литература, 1983. — 14 с. — (Для маленьких).
- Лирика / [Худож. Ю. Коннов]. — М.: Современник, 1984. — 294 с.
- Подорожники: Стихи / [Сост. и авт. предисл. В. Коротаев; Грав. В. Сергеева]. — 2-е изд., доп. — М.: Молодая гвардия, 1985. — 319 с.
- Про зайца: Стихи / [Рис. А. Демыкина]. — М.: Детская литература, 1986. — 14 с. — (Для маленьких).
- Русский огонёк: Стихи, пер., воспоминания, проза, письма / [Вступ. ст. В. Коротаева]. — Вологда: Коммерч.-изд. фирма «Вестник», 1994. — 424 с. — ISBN 5-900304-46-9.
- Осенняя луна: Кн. избр. лирики. — М.: Московский рабочий, 1996. — 174 с. — ISBN 5-239-01930-4.
- Улетели листья… / [Ил. Ю. Коннова]. — М.: ЭКСМО-Пресс, 1998. — 366 с. — (Домашняя библиотека поэзии). — ISBN 5-04-001258-6.
- Прощальная песня: стихотворения. — М.: Русская книга, [1999?]. — 302 с. — (Поэтическая Россия). — ISBN 5-268-00410-7.
- Поэзия. На правом берегу. — Вологда: Технол. шк. бизнеса, 2001. — 558 с. (Истоки в классике). — ISBN 5-86073-089-6.
- Той девушке, которую люблю. — М.: Эсмо-Пресс, 2002. — 414 с. — ISBN 5-04-009431-0.
- Шумят березы: Стихотворения. — М.: Худож. лит., 2002 (Петрозаводск: ГП Тип. им. П. Ф. Анохина). — 222 с. — ISBN 5-280-03324-3.
- Той девушке, которую люблю: Стихотворения. — М.: Эксмо, 2003 (ОАО Яросл. полигр. комб.). — 414 с. — ISBN 5-04-009431-0.
- Тихая моя родина. — М.: Эксмо, 2004 (ОАО Можайский полигр. комб.). — 366 с. — (Золотая серия поэзии). — ISBN 5-699-08302-2.
- Избранное: стихотворения и переводы. — М.: АСТ; Харьков: Фолио, 2010. — 351 с.
- В горнице моей светло…: стихотворения. — М.: Эксмо, 2013. — 224 с. — (Классика в школе). — 2000 экз.
- Стихотворения. — М.: Звонница-МГ, 2015. — 414 с. — (Библиотека избранных стихотворений. XX век). — ISBN 978-5-88093-269-6.
- Стихотворения / [сост., вступ. ст. Владимир Бондаренко]. — М.: Звонница-МГ, 2019. — 414 с. — (Библиотека избранных стихотворений. XX век). — ISBN 978-5-88093-406-5.
- В минуты музыки печальной…: Стихотворения. — СПб.: Азбука: Азбука-Аттикус. 2020. — 430 с.; 4000 экз. — ISBN 978-5-389-18757-3 (Азбука-поэзия)

### Серия «Великие поэты»
- Прощальная песня: Стихотворения. — М.: Комсомольская правда: НексМедиа, 2012. — 238 с. — (Великие поэты; 45).

### Собрание сочинений
- Собрание сочинений в 3 томах. — М.: Терра, 2000. — ISBN 5-273-00068-8.

### Переводы
- Komm, Erde. Ausgewaehlte Gedichte. Russisch und Deutsch / Uebersetzt und herausgegeben von Raymond Dittrich, Tamara Kudrjavceva und Hartmut Loeffel. Mit einem Nachwort von Raymond Dittrich. — Schweinfurt, 2004.

### Другие издания
- Песни на стихи Николая Рубцов: Для пения (соло, анс., хор) с сопровожд. фп., с букв.-цифр. обозначением сопровожд. и без сопровожд. / Сост. Н. Н. Шантаренков; Муз. ред. В. М. Фидлер; Предисл. С. Викулова. — М.: Советская Россия, 1989. — 127 с.

## Аудиография
- В 1981 году на конкурсе «Песня-81» литовской исполнительницей Гинтаре Яутакайте впервые была исполнена песня на стихи Николая Рубцова «В горнице моей светло» (композитор Александр Морозов)[28].
- В 1982 году в альбоме «Звезда полей» (Сюита на стихи Николая Рубцова) Александр Градский исполнил песни на слова поэта.
- В 1984 году группа «Форум» выпустила свой дебютный альбом «Белая ночь», в котором песня «Улетели листья» написана на стихи Николая Рубцова.
- Большую популярность приобрела песня «Букет» (лауреат Песни-87) на стихи поэта, музыку к которой в 1987 году написал Александр Барыкин (вошла в одноимённый альбом 1988 года).
- Широко известна песня барда А.Дулова «Размытый путь» на стихотворение Н.Рубцова «Отплытие».
- В 1994 году певец Сергей Крылов записал песню «Осенняя песня» композитора Алексея Карелина на стихи Николая Рубцова. Она вошла в альбом серии Russian Collection. Volume 1 (2CD).
- В 2006 году на концерте, посвящённом 70-летию со дня рождения Николая Рубцова и проходившем на территории Кировского завода, состоялась премьера песни «Отцветет да поспеет на болоте морошка» (композитор Андрей Петров, на стихи Николая Рубцова), в исполнении Заслуженной артистки России Татьяны Булановой[29].
- В 2013 году группа «Калевала» выпустила альбом «Луна и грош», в котором песня «Нагрянули» написана на стихи Николая Рубцова.

## Плагиат произведений Рубцова
В 2013 году в приёмную Законодательного собрания Вологодской области обратилась член Союза журналистов РФ Ирина Котельникова, проживающая в Забайкалье. Журналистка указала на участившиеся факты плагиата произведений Рубцова в Интернете, привела ряд примеров недобросовестного копирования стихов поэта разными «авторами», что является хищением чужой интеллектуальной собственности. Некоторые плагиаторы, приписывая себе стихотворения Рубцова, даже претендуют на получение премий и наград в области поэзии.